# حزقيال بابلو سواريز
حزقيال بابلو سواريز (بالإسبانية: Juan Pablo Suárez)‏ هو صحفي أرجنتيني، ولد في عقد 1960.